# Александър Любенов
Александър Любенов е български футболист, вратар, състезател към март 2021 година на българският футболен отбор Локомотив София.
Младежки и юношески национал на България, капитан на българския национален отбор U-19, с който участва на Евро 2014 в Унгария.

## Кратка спортна биография
Израства в ДЮШ на ПФК Левски (София), като подписва и първи професионален договор с клуба, през 2013 година. В периода 2014-2016 е основно резервен вратар на тима, преди през 2016 година да бъде преотстъпен на тима на ФК Септември (Симитли).